# Carlos Urrutia Rozas
Carlos Urrutia Rozas (Longaví, 3 de marzo de 1849 - Concepción, 31 de marzo de 1915) es un agricultor y político liberal chileno. Hijo de Ignacio Urrutia Carvajal y de Domitila Rozas García Olivos. Hermano del parlamentario Luis Urrutia Rozas. Contrajo matrimonio con Milagros Martínez Rioseco (1877).
Educado en el Colegio de los Sagrados Corazones de Concepción. Se dedicó luego a la agricultura, en las tierras familiares, siendo dueño del fundó San Javier, cerca de Chillán.
Fue miembro del Partido Liberal. Fue elegido Diputado por Bulnes y Yungay (1891-1894), donde integró la comisión permanente de Agricultura y Colonización.